# Pouzy-Mésangy
Pouzy-Mésangy ist eine französische Gemeinde mit 383 Einwohnern (Stand 1. Januar 2022) im Département Allier in der Region Auvergne-Rhône-Alpes (vor 2016 Auvergne); sie gehört zum Arrondissement Moulins und zum Kanton Bourbon-l’Archambault. Die Einwohner werden Pouzyquois genannt.

## Geografie
Pouzy-Mésangy liegt etwa 28 Kilometer nordwestlich von Moulins am Fluss Bieudre, in den hier der Civrais einmündet. Umgeben wird Pouzy-Mésangy von den Nachbargemeinden Neure im Nordwesten und Norden, Le Veurdre im Norden und Nordosten, Limoise im Osten, Franchesse im Südeostn und Süden, Saint-Plaisir im Süden, Couleuvre im Südwesten sowie Lurcy-Lévis im Westen und Nordwesten.

## Geschichte
Durch einen Erlass des Königs Karl X. vom 19. Juli 1826 wurden die bis dahin selbständigen Gemeinden Pouzy und Mésangy zur neuen Gemeinde Pouzy-Mésangy zusammengeschlossen.

## Bevölkerungsentwicklung
| Jahr                       | 1962 | 1968 | 1975 | 1982 | 1990 | 1999 | 2006 | 2011 | 2019 |
| Einwohner                  | 641  | 644  | 541  | 488  | 429  | 411  | 420  | 411  | 399  |
| Quellen: Cassini und INSEE |      |      |      |      |      |      |      |      |      |

## Sehenswürdigkeiten
- Kirche Saint-Aignan
- Kapelle

Siehe auch: Liste der Monuments historiques in Pouzy-Mésangy